# Tour der neuseeländischen Rugby-Union-Nationalmannschaft nach Australien 1988
| Tour der All Blacks nach Australien 1988 | Tour der All Blacks nach Australien 1988 | Tour der All Blacks nach Australien 1988 | Tour der All Blacks nach Australien 1988 | Tour der All Blacks nach Australien 1988 |
| Übersicht                                | S                                        | G                                        | U                                        | N                                        |
| ---------------------------------------- | ---------------------------------------- | ---------------------------------------- | ---------------------------------------- | ---------------------------------------- |
| Test Matches                             | 03                                       | 02                                       | 1                                        | 0                                        |
| Sonstige Spiele                          | 10                                       | 10                                       | 0                                        | 0                                        |
| Gesamt                                   | 13                                       | 12                                       | 1                                        | 0                                        |
|                                          |                                          |                                          |                                          |                                          |
| Australien                               | 03                                       | 02                                       | 1                                        | 0                                        |

Die Tour der neuseeländischen Rugby-Union-Nationalmannschaft nach Australien 1988 umfasste eine Reihe von Freundschaftsspielen der All Blacks, der Nationalmannschaft Neuseelands in der Sportart Rugby Union. Das Team reiste im Juni und Juli 1988 durch Australien, wobei es 13 Spiele bestritt. Dazu gehörten drei Test Matches gegen die Wallabies. Die Neuseeländer entschieden zwölf Spiele für sich; mit zwei Siegen und einem Unentschieden in den Test Matches verteidigten sie auch den Bledisloe Cup.

## Spielplan
- Hintergrundfarbe grün = Sieg
- Hintergrundfarbe gelb = Unentschieden

(Test Matches sind grau unterlegt; Ergebnisse aus der Sicht Neuseelands)
| #  | Datum         | Gegner                       | Ort        | Stadion              | Ergebnis |
| -- | ------------- | ---------------------------- | ---------- | -------------------- | -------- |
| 01 | 19. Juni 1988 | Western Australia            | Perth      | Parry Lakes Stadium  | 60:3     |
| 02 | 22. Juni 1988 | Randwick DRUFC               | Sydney     | Coogee Oval          | 25:9     |
| 03 | 26. Juni 1988 | Australia B                  | Brisbane   | Ballymore Stadium    | 28:4     |
| 04 | 29. Juni 1988 | New South Wales Country      | Singleton  | Rugby Park           | 29:4     |
| 05 | 03. Juli 1988 | Australien                   | Sydney     | Concord Oval         | 32:7     |
| 06 | 06. Juli 1988 | Australian Capital Territory | Queanbeyan | Seiffert Oval        | 16:3     |
| 07 | 10. Juli 1988 | Queensland Reds              | Brisbane   | Ballymore Stadium    | 27:12    |
| 08 | 13. Juli 1988 | Queensland B                 | Townsville | Hugh Street          | 39:3     |
| 09 | 16. Juli 1988 | Australien                   | Brisbane   | Ballymore Stadium    | 19:19    |
| 10 | 20. Juli 1988 | New South Wales Country B    | Gosford    | Grahame Park         | 45:9     |
| 11 | 23. Juli 1988 | New South Wales Waratahs     | Sydney     | Concord Oval         | 42:6     |
| 12 | 26. Juli 1988 | Victorian Invitation XV      | Melbourne  | Olympic Park Stadium | 84:8     |
| 13 | 30. Juli 1988 | Australien                   | Sydney     | Concord Oval         | 30:9     |

## Test Matches
| 1. Juli 1988 | Australien                             | 7 : 32         | Neuseeland                                                                                       | Concord Oval, Sydney Zuschauer: 20.000 Schiedsrichter: Fred Howard (England) |
| 1. Juli 1988 | Versuche: Williams Straftritte: Lynagh | (4:14) Bericht | Versuche: Kirwan (2) McDowall Schuster A. Whetton Erhöhungen: Grant Fox (3) Straftritte: Fox (2) | Concord Oval, Sydney Zuschauer: 20.000 Schiedsrichter: Fred Howard (England) |

Aufstellungen:
- Australien: David Campese, David Carter, Michael Cook, Steve Cutler, Gary Ella, Nick Farr-Jones , Damien Frawley, Julian Gardner, Mark Hartill, Tom Lawton, Andrew Leeds, Michael Lynagh, Andy McIntyre, Simon Poidevin, Ian Williams
- Neuseeland: Mike Brewer, Bruce Deans, Sean Fitzpatrick, Grant Fox, John Gallagher, John Kirwan, Richard Loe, Steve McDowall, Murray Pierce, John Schuster, Wayne Shelford , Joe Stanley, Alan Whetton, Gary Whetton, Terry Wright

| 16. Juli 1988 | Australien                                                        | 19 : 19        | Neuseeland                                                         | Ballymore Stadium, Brisbane Zuschauer: 24.000 Schiedsrichter: Brian Anderson (Schottland) |
| 16. Juli 1988 | Versuche: Grant Williams Erhöhungen: Leeds Straftritte: Leeds (3) | (16:6) Bericht | Versuche: Jones Kirwan Wright Erhöhungen: Fox (2) Straftritte: Fox | Ballymore Stadium, Brisbane Zuschauer: 24.000 Schiedsrichter: Brian Anderson (Schottland) |

Aufstellungen:
- Australien: David Campese, Michael Cook, Steve Cutler, Nick Farr-Jones , Damien Frawley, Timothy Gavin, James Grant, Mark Hartill, Tom Lawton, Andrew Leeds, Andy McIntyre, Jeff Miller, Simon Poidevin, Lloyd Walker, Ian Williams 
 Auswechselspieler: Steve James, Robert Lawton
- Neuseeland: Bruce Deans, Sean Fitzpatrick, Grant Fox, John Gallagher, Michael Jones, John Kirwan, Richard Loe, Steve McDowall, Murray Pierce, John Schuster, Wayne Shelford , Joe Stanley, Alan Whetton, Gary Whetton, Terry Wright

| 30. Juli 1988 | Australien                                             | 9 : 30         | Neuseeland                                                                | Concord Oval, Sydney Zuschauer: 20.000 Schiedsrichter: Brian Anderson (Schottland) |
| 30. Juli 1988 | Versuche: Walker Erhöhungen: Lynagh Straftritte: Leeds | (3:12) Bericht | Versuche: Deans Gallagher Kirwan Erhöhungen: Fox (3) Straftritte: Fox (4) | Concord Oval, Sydney Zuschauer: 20.000 Schiedsrichter: Brian Anderson (Schottland) |

Aufstellungen:
- Australien: David Campese, Michael Cook, Steve Cutler, Nick Farr-Jones , Damien Frawley, Timothy Gavin, James Grant, Tom Lawton, Rob Lawton, Andrew Leeds, Andy McIntyre, Jeff Miller, Simon Poidevin, Lloyd Walker, Ian Williams 
 Auswechselspieler: Michael Lynagh
- Neuseeland: Bruce Deans, Grant Fox, John Gallagher, Sean Fitzpatrick, Michael Jones, John Kirwan, Richard Loe, Steve McDowall, Murray Pierce, John Schuster, Wayne Shelford , Joe Stanley, Alan Whetton, Gary Whetton, Terry Wright